# 제1콜로라도 의용병연대

제1콜로라도 의용병연대(1st Regiment of Colorado Volunteers)는 1861년 콜로라도 준주에서 조직되어 활동했던 미국 육군의 의용보병연대다.
미국 내전 발발 직후 초대 콜로라도 준주지사 윌리엄 길핀의 명령으로 편성되었다.
1862년 봄 뉴멕시코 전역 때 글로리에타 고개 전투·페랄타 전투에서 남군의 헨리 홉킨스 시블리가 지휘하는 뉴멕시코군을 격퇴하는 데 기여한 것이 대표적인 군공이다.
1862년 11월 제2콜로라도 보병연대 C중대, D중대와 합쳐져 제1콜로라도 기병대로 개편되었다.
초대 대령(연대장)은 존 포츠 슬루였고, 1862년 4월 존 밀턴 치빙턴으로 교체되었다.